# Issues
Issues (с англ. — «Проблемы») — четвёртый студийный альбом американской ню-метал-группы Korn, выпущенный 16 ноября 1999. Продан общим тиражом более 13 миллионов копий по всему миру, включая 5 миллиона копий диска в США. Альбом имеет четыре различных обложки, каждая из которых разработана поклонниками группы в рамках конкурса на канале MTV (основная обложка альбома была создана Альфредо Карлосом, другая обложка для специального издания альбома представляла собой рисованное полукарикатурное изображение группы, третья была использована в качестве обложки второго сингла с альбома, «Make Me Bad»).
Первый сингл альбома Falling Away from Me был впервые представлен в популярном телевизионном мультсериале South Park в эпизоде «Отличная загадка группы Korn о пиратском призраке» 27 октября 1999 года. Музыканты группы появились в мультфильме в форме исследователей мистических происшествий в духе Скуби Ду.
Несмотря на довольно смешанные отзывы критиков об альбоме, на сегодняшний день Issues считается поклонниками одним из лучших альбомов группы. Альбом дебютировал на первой строчке продаж с результатом в 575.000 проданных копий за первую неделю в США, и получил статус трижды платинового диска спустя месяц после релиза.
В рецензии AllMusic Стивен Томас Эрлевайн написал, что группа в этом альбоме оставила рэп-метал в стиле Limp Bizkit позади. Музыканты группы признали, что Брендан О’Брайан, работавший над альбомом вместе с ними, помог им сфокусироваться на записи и не валять дурака, в результате чего музыканты употребляли меньше алкоголя, за исключением Дэвиса, который бросил пить годом раньше.
Релизу Issues предшествовало необычное шоу в известном театре Нью-Йорка «Аполло», и трансляция концерта по множеству радиостанций за день до релиза альбома. Выступление в Apollo сделало Korn второй, после легендарного Бадди Холли, «белой» группой и первым рок-коллективом, когда-либо выступавшим в этом театре. Группа исполнила все песни с нового альбома, а также несколько старых песен. Концерт прошёл при поддержке барабанного и волынного оркестра полицейского департамента Нью-Йорка, под руководством дирижёра, композитора и друга Джонатана Дэвиса Ричарда Гиббса.
Специальное издание альбома вышло с бонусным EP, под названием All Mixed Up, который доступен как отдельный CD на FYE и Best Buy.
Впечатления от альбома были очень противоречивыми: с одной стороны, он оказался очень мелодичным и красивым, более профессионально сделанным, чем их первые работы, а с другой, поклонники ждали реинкарнации «Life Is Peachy» после раскрученного до невозможности третьего альбома группы. Тут их ждало разочарование. Агрессивных гитар, бормотаний и шаманских заклинаний тут нет. Также нет того страшного шёпота и тех бурных эмоций, которые были на первых альбомах группы. Ещё одно интересное отличие заключалось в ударных — если раньше барабанщик играл в основном на тарелках и томах, а роль малого барабана и бас-бочки исполняла Слэповая бас-гитара, то теперь эти барабаны слышны, они даже подзвучены на передний план.

## Список композиций
1. «Dead» — 1:12
2. «Falling Away from Me» — 4:31
3. «Trash» — 3:27
4. «4U» — 1:42
5. «Beg For Me» — 3:54
6. «Make Me Bad» — 3:51
7. «It’s Gonna Go Away» — 1:31
8. «Wake Up» — 4:08
9. «Am I Going Crazy» — 0:59
10. «Hey Daddy» — 3:45
11. «Somebody Someone» — 3:47
12. «No Way» — 4:08
13. «Let’s Get This Party Started» — 3:42
14. «Wish You Could Be Me» — 1:07
15. «Counting» — 3:38
16. «Dirty» — 7:50

### Бонусный EP «All Mixed Up» в специальном издании
1. «A.D.I.D.A.S. (Radio mix)»
2. «Good God (Dub Pistols mix)»
3. «Got the Life (Josh Abraham remix)»
4. «Twist/Chi (концертная версия)»
5. «Jingle Balls»

Также во время записи этого альбома, были написаны следующие песни:
- «God of Emptiness» (записанный кавер Morbid Angel)

## Участники записи
- Реджинальд «Филди» Арвизу — бас, программирование
- Джонатан Дэвис — вокал, волынки («Dead»), ударные («Dead», «Trash», «4U», «It’s Gonna Go Away», «Am I Going Crazy», «Wish You Could Be Me», «Dirty»), программирование
- Джеймс «Манки» Шаффер — гитара
- Брайан «Хэд» Вэлч — гитара
- Дэвид Сильверия — ударные
- Брендан О’Брайен — продюсирование

## Позиции в чартах
| Чарт (1999)                     | Высшая позиция |
| ------------------------------- | -------------- |
| The Billboard 200               | 1              |
| Australian Albums Chart         | 1              |
| Austrian Albums Chart           | 13             |
| Belgian Albums Chart (Flanders) | 28             |
| Belgian Albums Chart (Wallonia) | 44             |
| Canadian Albums Chart           | 2              |
| Dutch Albums Chart              | 13             |
| Finnish Albums Chart            | 4              |
| French Albums Chart             | 12             |
| German Albums Chart             | 9              |
| New Zealand Albums Chart        | 2              |
| Norwegian Albums Chart          | 10             |
| Swedish Albums Chart            | 42             |
| Swiss Albums Chart              | 86             |
| UK Albums Chart                 | 37             |

| Год  | Песня                  | US | US Alt. | US Main. | BEL (FLA) | DUT | GER | UK |
| ---- | ---------------------- | -- | ------- | -------- | --------- | --- | --- | -- |
| 1999 | «Falling Away from Me» | 99 | 7       | 7        | 17        | 77  | 86  | 24 |
| 2000 | «Make Me Bad»          | —  | 9       | 7        | —         | —   | —   | 25 |
| 2000 | «Somebody Someone»     | —  | 23      | 23       | —         | —   | —   | —  |

## Дополнительные факты
- В альбоме поётся о карьере Korn и как она воздействует на их жизнь.
- Issues известен как первый альбом Korn, который не содержит скрытого трека.
- Issues — первый альбом Korn, который не содержит фирменного скат-пения Джонатана Дэвиса.
- В песне «Dirty» с 3:43 минуты идут помехи, длящиеся до конца песни.
- Слово issues на нарко-сленге означает крэк[32].